# SARAH-Fortaleza
O SARAH-Fortaleza é um hospital da Rede SARAH de hospitais do aparelho locomotor localizado na cidade de Fortaleza, Ceará. Foi inaugurado em 2001 e possui capacidade instalada de 61 leitos. Suas instalações dispõe de piscinas internas, externas e varandas que favorecem a humanização do tratamento. Essa uma unidade de saúde referência em reabilitação no Brasil, com atuação destacada no atendimento a pacientes com deficiências e doenças neurológicas. O hospital se destaca pela alta qualidade no tratamento, infraestrutura moderna, e abordagem multidisciplinar que visa o melhor resultado para os pacientes.

## História
Inaugurado em 2001, o Hospital Sarah de Fortaleza é uma das unidades do Sistema Hospitalar Sarah, fundado com o objetivo de oferecer cuidados especializados em reabilitação neurológica e física. A rede foi idealizada por médicos e profissionais da área de saúde para proporcionar um atendimento humanizado e com tecnologia de ponta, buscando melhorar a qualidade de vida dos pacientes que necessitam de reabilitação.
A missão do hospital é promover a reabilitação e a reintegração social de pessoas com deficiências motoras e neurológicas, com foco na recuperação funcional. Seu trabalho é uma extensão do sistema de saúde pública do Brasil, mas com um caráter altamente especializado, o que faz com que o hospital seja considerado uma referência tanto para pacientes de Fortaleza quanto de outras regiões do país.

## Infraestrutura
O Hospital Sarah de Fortaleza possui uma infraestrutura moderna, equipada com tecnologia avançada que permite diagnósticos precisos e tratamentos de reabilitação de alto nível. O hospital oferece ambientes adaptados para a realização de diversos tratamentos, como fisioterapia, terapia ocupacional, fonoaudiologia, neuropsicologia e outras especialidades.
O hospital conta com uma equipe multidisciplinar altamente qualificada, composta por médicos, enfermeiros, fisioterapeutas, fonoaudiólogos, psicólogos e terapeutas ocupacionais, todos treinados para trabalhar juntos no planejamento do cuidado ao paciente. Este modelo integrado garante que as necessidades de cada paciente sejam atendidas de forma completa e eficiente.

## Atendimento humanizado
Uma das principais características que distingue o Hospital Sarah de Fortaleza é o atendimento humanizado. O hospital oferece um ambiente acolhedor, onde o paciente é tratado com respeito e empatia em todas as fases do tratamento. A interação entre os profissionais de saúde e os pacientes é marcada pelo cuidado individualizado, garantindo que as necessidades físicas e emocionais dos pacientes sejam atendidas.
A equipe médica e de apoio do hospital é treinada para estabelecer uma relação de confiança com os pacientes, o que contribui diretamente para a adesão ao tratamento e para a melhoria do quadro clínico. A abordagem humanizada é essencial, principalmente no contexto da reabilitação, onde os pacientes muitas vezes enfrentam desafios emocionais além dos problemas físicos.

## Especialidades
O Hospital Sarah de Fortaleza oferece uma ampla gama de serviços médicos especializados, com destaque para a reabilitação neurológica e ortopédica. Entre os principais serviços, destacam-se:
1. Reabilitação Neurológica: Tratamento para pacientes com doenças neurológicas, como acidente vascular cerebral (AVC), esclerose múltipla, Parkinson, entre outras.
2. Reabilitação Ortopédica: Atendimento para pacientes com lesões musculoesqueléticas, como fraturas e lesões esportivas, além de pacientes em recuperação pós-cirúrgica.
3. Fisioterapia: Programas especializados para o tratamento e recuperação de movimentos, utilizando técnicas avançadas para melhorar a funcionalidade motora.
4. Terapia Ocupacional: Terapias focadas na promoção da independência nas atividades diárias, essenciais para a reintegração do paciente na sociedade.
5. Fonoaudiologia: Tratamentos voltados para a reabilitação da comunicação, essencial para pacientes com dificuldades de fala e deglutição.
6. Psicologia: Apoio psicológico para lidar com os aspectos emocionais e psicológicos da reabilitação, oferecendo suporte tanto aos pacientes quanto aos familiares.

## Parcerias e Projetos
O Hospital Sarah de Fortaleza também se destaca por suas parcerias com universidades e centros de pesquisa, promovendo o desenvolvimento científico na área da reabilitação. A colaboração com essas instituições permite que os pacientes se beneficiem de tratamentos inovadores e que o hospital se mantenha na vanguarda da medicina de reabilitação.
Além disso, o hospital tem projetos voltados para a inclusão social, buscando garantir que as pessoas com deficiência tenham acesso a uma vida plena, com autonomia e dignidade. O trabalho do hospital vai além do atendimento médico, incluindo ações de sensibilização e educação sobre as questões relacionadas à reabilitação e à acessibilidade.